# 蒙特努瓦松
蒙特努瓦松（法語：Montenoison，法語發音：[mɔ̃tnwazɔ̃]）是法国涅夫勒省的一个市镇，属于卢瓦尔河畔科讷库尔区。

## 地理
蒙特努瓦松（47°12'56"N, 3°25'37"E）面积16.73 平方千米，位于法国勃艮第-弗朗什-孔泰大區涅夫勒省，该省份为法国中部省份，北至约讷省，西北接卢瓦雷省，西接谢尔省，南至阿列省，东南接索恩-卢瓦尔省，东临科多尔省。
与蒙特努瓦松接壤的市镇（或旧市镇、城区）包括：阿尔泰勒、乌隆、尚帕勒芒、尚普兰、日里、穆西。

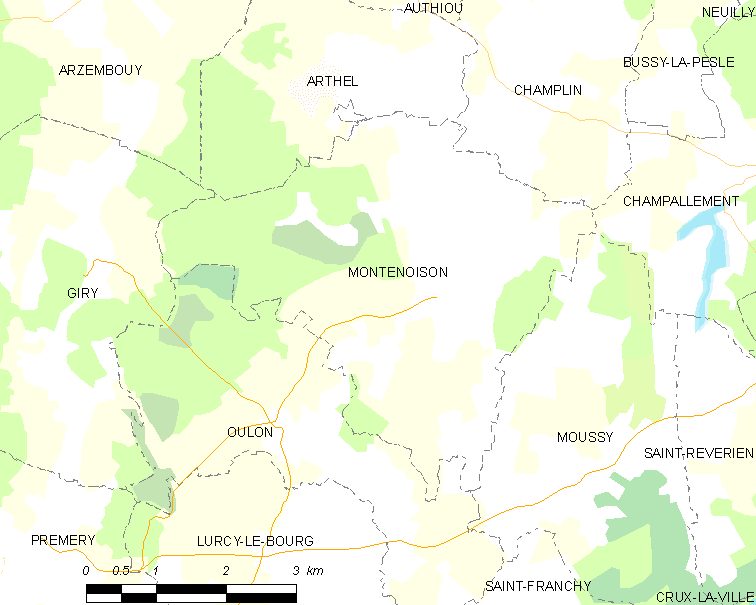
蒙特努瓦松的OSM定位图

蒙特努瓦松的时区为UTC+01:00、UTC+02:00（夏令时）。

## 行政
蒙特努瓦松的邮政编码为58700，INSEE市镇编码为58174。

## 政治
蒙特努瓦松所属的省级选区为卢瓦尔河畔拉沙里泰县。

## 人口

1962-2008年间蒙特努瓦松人口变化图示

蒙特努瓦松于2022年1月1日时的人口数量为124人。